# Alexander Wiktorowitsch Botscharow

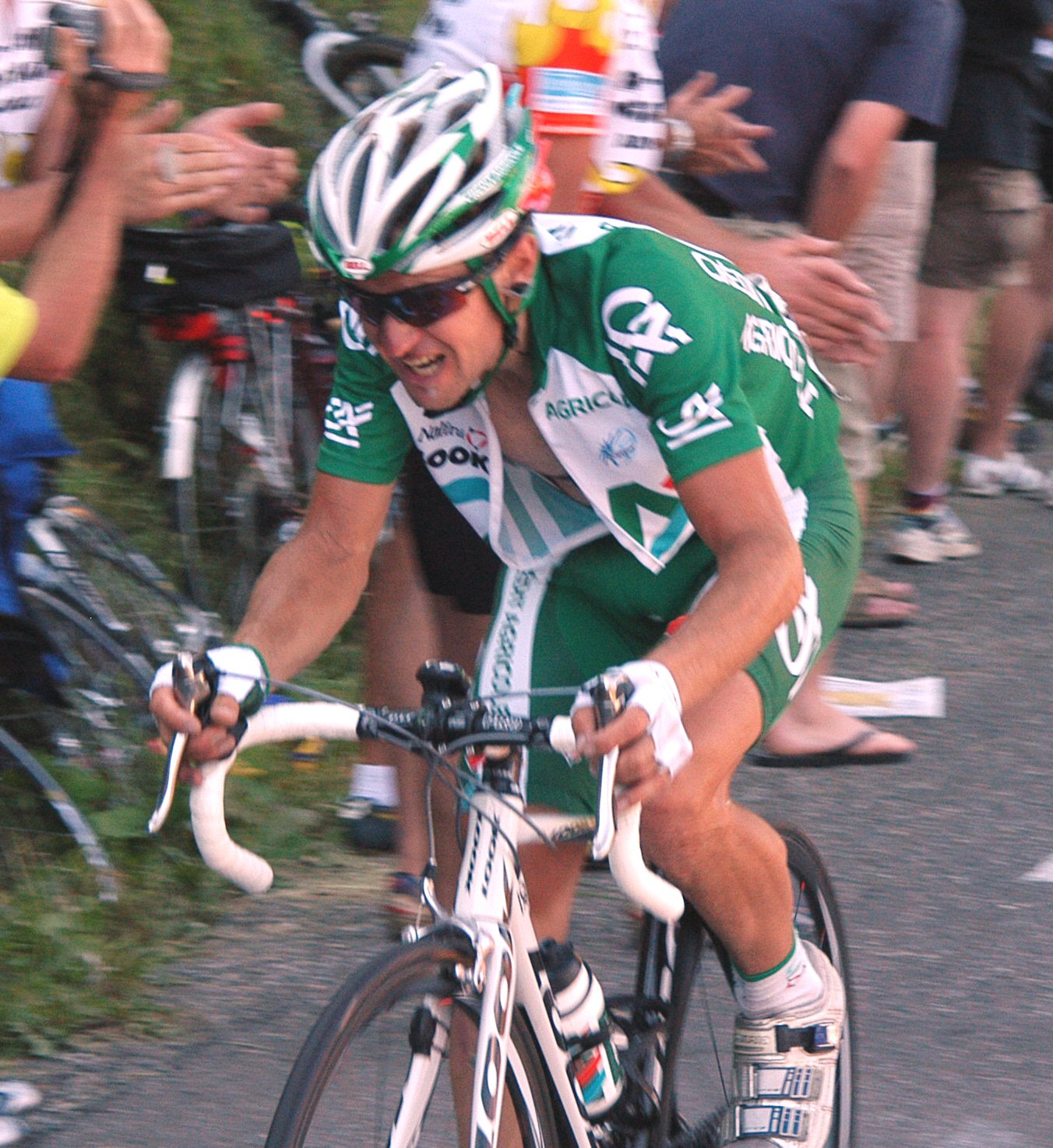
Alexander Botscharow bei der Tour de France 2007

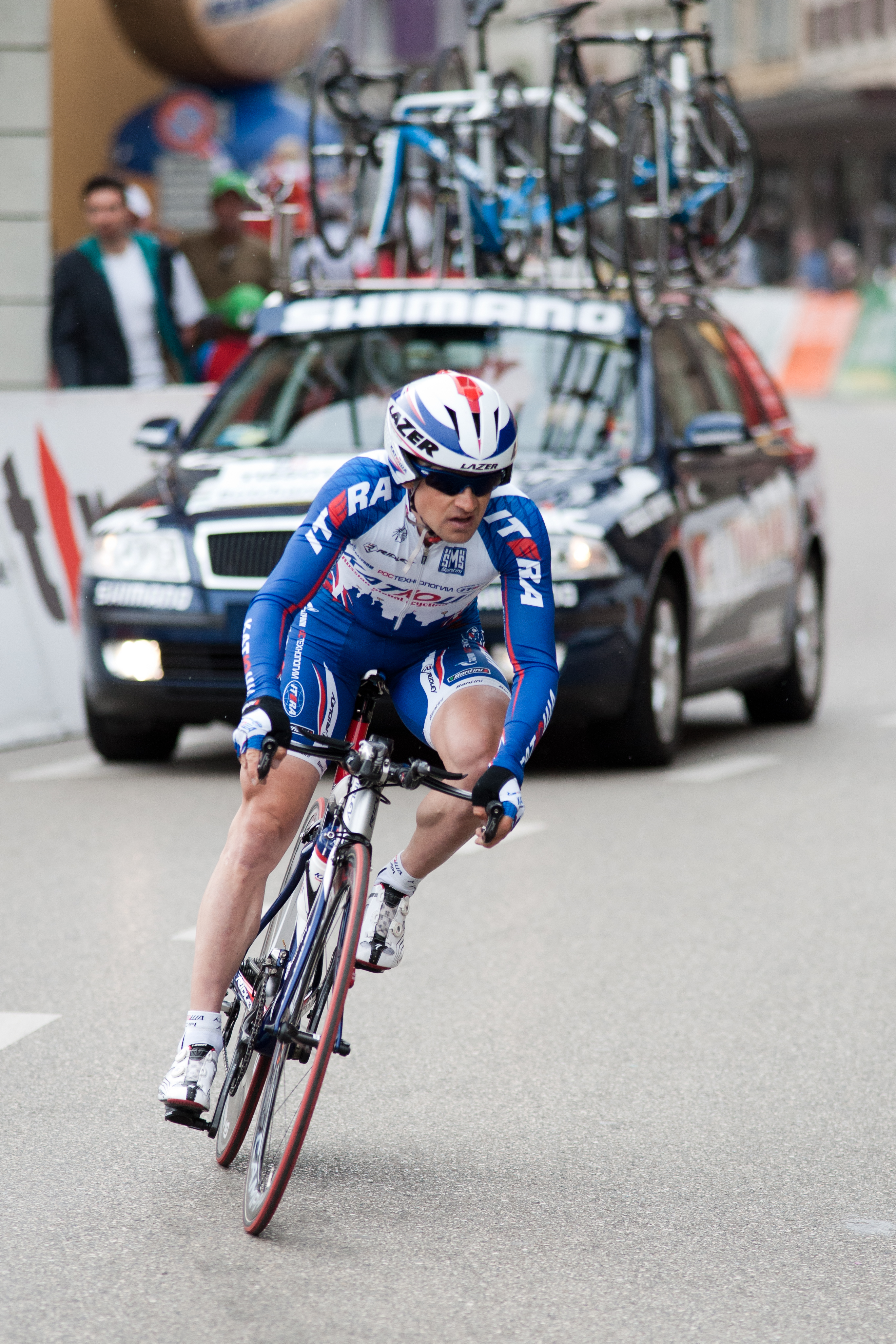
Alexander Botscharow beim Zeitfahren der Tour de Romandie 2010

Alexander Wiktorowitsch Botscharow (russisch Александр Викторович Бочаров; * 26. Februar 1975 in Irkutsk) ist ein russischer Radrennfahrer.
Alexander Botscharow wurde 1999 Radprofi bei Besson Chaussures-Nippon Hodo. Nach einem Jahr wechselte er zum französischen Team Ag2r Prévoyance, dem Nachfolge-Team von Casino. Dort bestritt er zum ersten Mal die Tour de France und beendete sie auf dem 17. Gesamtplatz. Dieses Resultat konnte er bei seinen folgenden drei Teilnahmen nicht wiederholen. Von 2004 an fuhr er beim ProTeam Crédit Agricole, von 2009 bis 2010 bei Katjuscha.

## Erfolge
2008
- Mittelmeer-Rundfahrt und eine Etappe

2010
- Mannschaftszeitfahren Burgos-Rundfahrt
- eine Etappe Tour du Limousin

## Teams
- 1999 Besson Chaussures-Nippon Hodo
- 2000–2003 Ag2r Prévoyance
- 2004–2008 Crédit Agricole
- 2009–2010 Katjuscha